# Rok Rant
Rok Rant ist ein früherer slowenischer Bogenbiathlet.
Rok Rant erreichte seinen größten internationalen Erfolg, als er an der Seite von Andrej Zupan, Boris Andrejka und Matej Krumpestar hinter der Vertretung aus Russland und Frankreich die Bronzemedaille im Staffelrennen der Bogenbiathlon-Weltmeisterschaften 2003 in Krün gewann. Im Sprint gewann er bei den Junioren die Silbermedaille. Auch zuvor hatte er in der Saison als Junior größere Erfolge erreicht, etwa in Forni Avoltri Einzel und Verfolgung eines Weltcup-Sprints gewonnen. Ein Jahr später wurde er bei einem Weltcup-Einzel 13.

## Belege
1. ↑  Strokovni svet Lokostrelske zveze Slovenije (Seite nicht mehr abrufbar, festgestellt im Mai 2019. Suche in Webarchiven)  Info: Der Link wurde automatisch als defekt markiert. Bitte prüfe den Link gemäß Anleitung und entferne dann diesen Hinweis. (PDF; 102 kB)
2. ↑  World Cup in Forni Avoltri Reshuffles Ranking (PDF; 18 kB)
3. ↑  Trionfo azzurro a Prali (Memento des Originals vom 9. Januar 2016 im Internet Archive)  Info: Der Archivlink wurde automatisch eingesetzt und noch nicht geprüft. Bitte prüfe Original- und Archivlink gemäß Anleitung und entferne dann diesen Hinweis.

| Personendaten    | Personendaten              |
| ---------------- | -------------------------- |
| NAME             | Rant, Rok                  |
| KURZBESCHREIBUNG | slowenischer Bogenbiathlet |
| GEBURTSDATUM     | 20. Jahrhundert            |